# Sabicas
Agustín Castellón Campos med kunstnernavnet Sabicas (18. marts 1912 i Pamplona i Navarra, Spanien – 14. april 1990 i New York) var en spansk flamencoguitarist. I sin ungdom akkompagnerede han ofte Carmen Amaya; men senere satsede han først og fremmest på en karriere som solist.
Sabicas skilte sig først og fremmest ud fra sin samtids guitarister ved en teknisk perfektion, der i flamenco ikke blev nået af nogen anden før Paco de Lucía. Denne tekniske kunnen var forudsætningen for, at Sabicas i sin musik kunne opnå den klarhed, renhed og selvfølgelighed, der var så karakteristisk for hans musikalske udtryk.
1. ↑  Navnet er anført på bokmål og stammer fra Wikidata hvor navnet endnu ikke findes på dansk.